# Mass Effect 3
Mass Effect 3 is een actierollenspel ontwikkeld door BioWare en uitgegeven door Electronic Arts. Het spel kwam op 9 maart 2012 in Europa uit voor de Xbox 360, PlayStation 3 en Windows. Het werd uitgegeven voor de Wii U op de lanceerdag van de console, 30 november 2012.
Net zoals bij de voorgaande titel, Mass Effect 2, kan het personage van het vorige spel geïmporteerd worden in Mass Effect 3 en hebben beslissingen uit de beide voorlopers effect.
Casey Hudson, de regisseur, heeft in een interview bij de Consumer Electronics Show gezegd dat er meer dan 1000 variabelen uit de vorige twee spellen zijn die invloed hebben op het laatste hoofdstuk.

## Verhaal
In 2157 ontdekt de mensheid dat zij niet alleen zijn in het universum. Dertig jaar later ontdekken ze nog vele andere buitenaardse beschavingen in het melkwegstelsel. Het universum kent ook een donkere periode. Iedere 50.000 jaar keert een grote buitenaardse vloot van machines terug om organisch leven te vernietigen op elke aardachtige planeet.
Shepard, de hoofdpersoon, wordt ingelicht als een invasie begint. Hij of zij realiseert zich al snel dat dit de Reapers zijn en ziet de legende uitkomen. Hij of zij waarschuwt dan ook direct het hoofdkwartier, maar al snel verliest de aarde het contact met de kolonies op de maan. In het hoofdkwartier ziet Shepard en ander personeel de grote machines neerkomen die direct beginnen de stad te vernietigen. Shepard vlucht, en besluit om met het ruimteschip Normandy hulp in te schakelen van andere buitenaardse beschavingen.
Als Shepard een kind ziet op de haven, kijkt hij of zij naar de Reapers robot. Het kind vlucht een klein transport ruimteschip in. Shepard kijkt toe hoe het transport ruimteschip wordt neergehaald door de gigantische robot, Shepard draait zich om en verlaat met de Normandy de aarde. Hij moet ervoor zorgen dat alle buitenaardse beschavingen mee gaan helpen met het verslaan van de Reapers.

## Teammaten
Sommige voormalige teamgenoten zijn weer rekruteerbaar in Mass Effect 3 als ze Mass Effect en Mass Effect 2 hebben overleefd. Hieronder vallen Ashley Williams/Kaidan Alenko, Garrus Vakarian en Liara T'Soni. Ook zijn er meer personages bekendgemaakt die terugkomen. Dit zijn David Anderson, Donnel Udina, EDI, The Illusive Man, Jeff 'Joker' Moreau, Legion, Mordin Solus, Urdnot Wrex, Jack, Tali'Zorah vas Normandy, Thane Krios, Zaeed Massani, Jacob Taylor en Miranda lawson.

## Kinect
In Mass Effect 3 voor de Xbox 360 kan gebruik worden gemaakt van Kinect, dit is volledig optioneel. Met Kinect kunnen dialoogopties gekozen worden door de zin hardop voor te lezen. Ook kunnen tactische bevelen gegeven worden door deze hardop uit te spreken. Hieronder vallen het gebruik van krachten of het veranderen van posities. De Kinect-mogelijkheden zullen niet dienen als een alternatieve besturing, maar meer als een uitbreiding op de conversaties in het spel.

## Muziek
BioWare kondigde in december 2011 de componisten aan. Naast nieuwkomer Clint Mansell werkt Sam Hulick terug mee aan de reeks. Hulick componeerde onder andere muziek voor de twee vorige delen in de reeks. Zij krijgen hulp van Christoper Lennertz, Cris Velasco en Sascha Dikiciyan die mede verantwoordelijk waren voor de muziek van de downloadbare inhoud van Mass Effect 2.

## Einde
De drie keuzes aan het einde van Mass Effect 3 heeft een negatieve respons gekregen van veel fans van de serie. Vooral vanuit het gevoel dat het einde weinig of totaal geen rekening houdt met de dynamische keuzes uit de eerdere twee delen en veel verhaallijnen onvoldoende en soms helemaal niet afsluit. Dit heeft geleid tot protest vanuit diverse groepen, op onder andere diverse officiële forums van BioWare met petities om deze te dwingen het einde te veranderen. BioWare heeft gereageerd met de uitgave van downloadbare inhoud, die een aantal extra filmpjes bevat, om zo het einde duidelijker te maken.

## Ontvangst
| Beoordeeld door                        | Platform | Datum         | Score |
| -------------------------------------- | -------- | ------------- | ----- |
| Cheat Happens                          | Windows  | 17 maart 2012 | 100%  |
| OMGN: Online Multiplayer Games Network | Windows  | 22 maart 2012 | 98%   |
| GamesCollection                        | Xbox 360 | 9 maart 2012  | 95%   |
| PC Gameplay (Benelux)                  | Windows  | 31 maart 2012 | 92%   |
| Softpedia                              | Windows  | 12 maart 2012 | 90%   |
| GameSpy                                | Windows  | 6 maart 2012  | 90%   |
| Game Over Online                       | Windows  | 26 maart 2012 | 80%   |
| TeamXbox                               | Xbox 360 | 21 maart 2012 | 80%   |
| Quarter to Three                       | Windows  | 16 maart 2012 | 80%   |
| Splitkick                              | Windows  | 26 maart 2012 | 70%   |